# Ден Разер
Даніель Ірвін «Ден» Разер (нар. 31 жовтня 1931 року) — американський журналіст, який раніше вів вечірні ефіри на каналі телекомпанії Сі-Бі-Ес (CBS). Разер був провідним вечірніх новин CBS протягом 24 років, з 9 березня 1981 року по 9 березня 2005 року. Також брав участь у програмі CBS « 60 хвилин». Разер перестав вести CBS Evening News в 2005, коли опинився у суперечливому репортажі про В'єтнам і президента Буша. Остаточно покинув CBS в 2006 . На прощання він сказав телеглядачам: «Кожному з вас сміливості!». Зараз він головний редактор і ведучий телевізійних новин Dan Rather Reports на каналі AXS TV .
Вперше спробував себе у ролі журналіста у школі. Потім у коледжі в Хантсвіллі їм був зроблений студентський листок. Пізніше він став працювати репортером в одній техаської газеті, а в 1950 році Разер розпочав телевізійну кар'єру як репортер агентства Associated Press

## Початок улюбленної справи
У США одним з перших телеоглядачів був легендарний Волтер Кронкайт, який прославився своїми кореспонденціями з Нюрнберзького процесу. Протягом багатьох років він був провідним головною новостийно-аналітичної програми телекомпанії Сі-бі-ес. Кронкайта називали «людиною, якому вірить Америка». Це не було перебільшенням. Коли він закликав вивести американські війська з В'єтнаму, тодішній президент США Ліндон Джонсон збентежено сказав своїм соратникам: «Якщо ми втратили довіру Кронкайта, то, нам не довіряє вся країна». 6 березня 1981 року Волтер Кронкайт провів свій останній ефір як ведучий. На зміну йому потрібна була людина з особливими якостями. Недарма серед американських тележурналістів побутує приказка: Апсһогмап is a mad man («Ведучий — це людина одержимий»). Після довгих пошуків компанія Сі-бі-ес знайшла такого чоловіка — ним виявився Ден Разер. Це був репортер від Бога — він незмінно опинявся там, де вершилась історія. Наприклад, в листопаді 1963 року він примудрився першим взяти інтерв'ю у священика, який вийшов з дверей далласского госпіталю, де тільки що помер Джон Кеннеді. Разер і став тим журналістом, який повідомив нації про смерть президента. До того ж він володів енциклопедичними знаннями і вільно орієнтувався практично в будь-якій темі, хоча і не міг похвалитися університетською освітою. Його вечірні новини на телеканалі Сі-бі-ес регулярно дивилися вісім мільйонів американців. Судячи з опитувань, вони довіряли йому більше, ніж чинним господарів Білого дому, і трохи менше, ніж тим президентам, портрети яких поміщені на американських доларах. Ден Разер був одним з трьох журналістів США, які віщали на всю країну. Сьогодні всі вони залишили ефір.

## Конфлікт
У програмі «60 хвилин» Разер взяв інтерв'ю у колишнього віце-губернатора Техасу   Бена Барнса, який повідомив, що під час в'єтнамської війни клан Бушів примусив його, Барнса, використовуючи своє становище віце-губернатора, прилаштувати юного Джорджа Буша-молодшого  Техаську національну гвардію ВПС і тим самим уберегти його від призову. В тій же передачі Ден Разер представив чотири документа — меморандуми підполковника Кілліана, безпосереднього командира Джорджа Буша-молодшого під час перебування на службі в Техаській національної гвардії. У цих документах Кілліан обурюється тим, що Буш відмовляється пройти медогляд, а також нарікає на те, що його власний начальник — полковник Стаут — вимагає дати Бушу незаслужено високу характеристику. Через кілька днів з'ясувалося, що документи, які використовував Ден Разер, були підробкою. Кампанія Сі-бі-ес, звичайно, прикрила Дена Разера, заявивши, що він нібито дізнався про зміст документів безпосередньо перед ефіром, а про те, що збирається розповісти світу колишній віце-губернатор Техасу, навіть не міг припустити. Троє журналістів, які готували сюжет, були звільнені, а Разер на час всього лише відсторонений від ефіру. На це він помпезно заявив: «Вони хочуть, щоб я працював в офісі телеканалу. Це все одно, що запропонувати мені сидіти і нічого не робити». І вже зовсім Разер був розлючений, коли телекомпанія відмовилася переукласти з ним контракт на колишніх умовах. Головною з цих умов був службовий оклад — $6 млн на рік. Ден Разер грюкнув дверима, сказавши на прощання телеглядачам: «Кожному з вас сміливості!» Після цїєї фрази компанія дала собі волю заявити, що 73-річний Разер залишив ефір за своєю ініціативою. За що й поплатилася. Журналіст негайно вчинив Сі-бі-ес позов на $70 млн, заявивши, що причиною його усунення з посади провідного вечірніх новин був сюжет про те, як Джордж Буш у роки в'єтнамської війни, будучи льотчиком національної гвардії штату Техас, з допомогою батька зумів уникнути відправки в район бойових дій.

## Нагороди
Разер отримав декілька премій Еммі та 7 премій Пібоді, а також різні почесні ступені від університетів.
| Нагорода      | Рік  | Назва програми                                |
| ------------- | ---- | --------------------------------------------- |
| Премія Пібоді | 1975 | CBS News                                      |
| Премія Пібоді | 1976 | 60 Minutes                                    |
| Премія Пібоді | 1994 | CBS Reports: D-Day                            |
| Премія Пібоді | 1995 | CBS Reports: In the Killing Fields of America |
| Премія Пібоді | 2000 | 48 Hours: Heroes Under Fire                   |
| Премія Пібоді | 2001 | 60 Minutes II: Memories of a Massacre         |
| Премія Пібоді | 2004 | 60 Minutes II: Abuse at Abu Ghraib            |